# Lawrence Cain
Lawrence Cain (conocido como Larry Cain; Toronto, 9 de enero de 1963) es un deportista canadiense que compitió en piragüismo en la modalidad de aguas tranquilas.
Participó en tres Juegos Olímpicos, entre las ediciones de los años 1984 y 1992, obteniendo dos medallas en Los Ángeles 1984, oro en C1 500 m y plata en C1 1000 m. Ganó una medalla de plata en el Campeonato Mundial de Piragüismo de 1989, en la prueba de C1 1000 m.

## Palmarés internacional
| Juegos Olímpicos   | Juegos Olímpicos             | Juegos Olímpicos | Juegos Olímpicos |
| Año                | Lugar                        | Medalla          | Competición      |
| ------------------ | ---------------------------- | ---------------- | ---------------- |
| 1984               | Los Ángeles (Estados Unidos) | Medalla de oro   | C1 500 m         |
| 1984               | Los Ángeles (Estados Unidos) | Medalla de plata | C1 1000 m        |
| Campeonato Mundial |                              |                  |                  |
| Año                | Lugar                        | Medalla          | Competición      |
| 1989               | Plovdiv (Bulgaria)           | Medalla de plata | C1 1000 m        |